# 495287 Harari
495287 Harari este o planetă minoră (asteroid) din Outer Main Belt⁠(d). A fost descoperită pe 11 septembrie 2013 la  de . 
Obiectul prezintă o orbită caracterizată de o semiaxă mare de 3,1994519006224 UAi, o excentricitate de 0,2053277848201, o înclinație de 17,652432758658 ° în raport cu ecliptica.